# Карпенко, Николай Николаевич
Николай Николаевич Карпенко (10 августа 1981 год, Алма-Ата, Казахская ССР, СССР) — известный казахстанский прыгун с трамплина, участник двух Олимпийских игр. Мастер спорта международного класса Республики Казахстан.

## Биография
В Кубке мира Карпенко дебютировал в январе 2005 года, в феврале того же года первый раз попал в десятку лучших на этапе Кубка мира. Всего на сегодняшний момент имеет 6 попаданий в десятку на этапах Кубка мира, все в командных соревнованиях, в личных дисциплинах не поднимался выше 19-го места. Лучшим результатом Карпенко в итоговом общем зачёте Кубка мира является 58-е место в сезоне 2007—2008.
На Олимпиаде-2006 в Турине стартовал в трёх дисциплинах: стал 12-м в команде, 48-м на большом трамплине, на нормальном трамплине был дисквалифицирован.
На Олимпиаде-2010 в Ванкувере показал следующие результаты: нормальный трамплин 29-е место, большой трамплин 41-е место.
За свою карьеру участвовал в трёх чемпионатах мира, лучший результат 11-е места в команде на чемпионатах 2005-го и 2007-го годов, в личных соревнованиях не поднимался выше 26-го места.
Использует лыжи производства фирм Rossignol и Fischer.